# 紐倫堡戰役 (2006年世界盃)
紐倫堡戰役（葡萄牙語：Batalha de Nuremberga）是2006年世界盃足球賽16強淘汰賽中，葡萄牙對荷蘭之戰的戲稱，這場世界盃歷史上火藥味最濃的比賽中，雙方衝突不斷，最終俄羅斯籍裁判一共發出了4張紅牌及16張黃牌（葡萄牙9黃2紅，荷蘭7黃2紅，所有紅牌都是兩黃變一紅），創下了世界盃淘汰賽中單場最多黃牌數、單場最多紅牌數、單場最多紅黃牌總數的一場球賽，不過單場最多黃牌數的紀錄在2022年世界盃八強賽荷蘭對阿根廷中被打破（18張黃牌）。因賽事在德國紐倫堡舉行，這場比賽被戲稱為「紐倫堡戰役」。比賽最後靠著第23分鐘的進球，由葡萄牙以1比0險勝荷蘭。

## 背景
葡萄牙與荷蘭先前總共遭遇過9次，這9場比賽中有4場是熱身賽，2場是1993年歐洲國家盃外圍賽，2場是2002年國際足總世界盃外圍賽，還有1場是2004年歐洲國家盃準決賽，葡萄牙以5勝3和1負佔據上風。兩隊最近一次相遇是在2004年歐洲國家盃準決賽，該場比賽於葡萄牙主場阿爾瓦拉德球場舉行，這同時是兩隊第一次在大型賽事上相遇，最終葡萄牙以2-1取勝，而這場的3分得分皆是葡萄牙球員造成，與在這場比賽相繼取得1顆進球，而則是攻入一顆乌龙球。這場比賽雙方僅出現5張黃牌，球員之間並沒有顯現相當強的敵意，而出賽這場的球員，總共有5名荷蘭球員和11名葡萄牙球員同樣在2006年紐倫堡賽事上出場。

## 晉級過程

### 葡萄牙
葡萄牙在這屆世界盃分組賽中以D組3戰全勝拔得頭籌；在對陣安哥拉的首場比賽中，隨即在第4分鐘就攻入全場唯一的一顆進球，最後葡萄牙靠著這顆進球以1-0取勝。第二場對伊朗的比賽，葡萄牙在下半場靠著的射門和的十二碼罰球，最終以2-0取得二連勝。第三場葡萄牙對上分組第二的墨西哥，這場比賽僅過6分鐘，就破門得分，接下來葡萄牙繼續發起攻勢，結果墨西哥方在第24分鐘發生禁區內犯規，讓獲得一記十二碼得分，使葡萄牙以2-0拉開差距；然而墨西哥隨即在第29分鐘發起攻勢，由用頭球得分，使雙方所小差距至2-1；下半場的時候，由於禁區內犯規，讓墨西哥獲得1個十二碼，但射門時球飛太高，錯失扳平戰局的機會。最終葡萄牙以2-1取得第3場勝利，以分組第一進入淘汰賽。
在十六強賽對陣荷蘭之前，主教練沒有對先發陣容進行任何調整，而是繼續使用4-2-3-1的戰術陣型。防守中場由馬尼切與擔任，德科、克里斯蒂亞諾·羅納度、被安排到攻擊中場的位置上，保萊塔則安排到中鋒的位置上。

### 荷蘭
荷蘭在這屆世界盃分組賽中，於C組取得2勝1和的戰績獲得分組第二名。首場對陣塞爾維亞與蒙特內哥羅的比賽中，在第18分鐘攻入全場唯一進球，最終以1-0取得初勝。第二場比賽對象牙海岸時，上半場與相繼射門奪得2分，接著為象牙海岸扳回1分，但下半場雙方皆未得分，荷蘭也以2-1取得二連勝。第三場對陣阿根廷時，雙方始終無法突破大門，最後以0-0握手言和。由於阿根廷和荷蘭的積分相同，而且兩隊對戰時又互交白卷，因此兩隊在比較得失球差後阿根廷比較優，荷蘭僅能由分組第二之姿闖入淘汰賽。
由於荷蘭在分組賽第三場比賽前就已經確認必定出線，因此將第一場和第二場比賽中部分先發球員調下場休息。在十六強賽對陣葡萄牙前，主教練相對第二場比賽做出一系列改變，最終決定以4-3-3防守戰術陣型迎戰葡萄牙：前鋒路德·范尼斯特魯伊的位置由替換，另外由羅賓·范佩西與阿揚·羅本組成進攻組。

### 分組賽成績
| 排名 | 隊伍   | 賽 | 勝 | 和 | 負 | 得 | 失 | 差 | 分 |
| ---- | ------ | -- | -- | -- | -- | -- | -- | -- | -- |
| 1    | 葡萄牙 | 3  | 3  | 0  | 0  | 5  | 1  | +4 | 6  |
| 2    | 墨西哥 | 3  | 1  | 1  | 1  | 4  | 3  | +1 | 3  |
| 3    | 安哥拉 | 3  | 0  | 2  | 1  | 1  | 2  | −1 | 2  |
| 4    | 伊朗   | 3  | 0  | 1  | 2  | 2  | 6  | −4 | 1  |

| 排名 | 隊伍           | 賽 | 勝 | 和 | 負 | 得 | 失 | 差 | 分 |
| ---- | -------------- | -- | -- | -- | -- | -- | -- | -- | -- |
| 1    | 阿根廷         | 3  | 2  | 1  | 0  | 8  | 1  | +7 | 5  |
| 2    | 荷蘭           | 3  | 2  | 1  | 0  | 3  | 1  | +2 | 5  |
| 3    |                | 3  | 1  | 0  | 2  | 5  | 6  | −1 | 2  |
| 4    | 塞爾維亞和黑山 | 3  | 0  | 0  | 3  | 2  | 10 | −8 | 0  |

## 賽事

### 上半場
開賽僅1分鐘，荷蘭率先展開攻勢，中場在接到球後立即射門，但是球擊中門柱未得分。緊接著葡萄牙開始反擊；第2分鐘，從左側突破，但被范博梅爾從後方剷倒，裁判立刻拿出黃牌警告，而這全場第一張黃牌為接下來激烈的賽事揭開序幕。第7分鐘，羅納度在中場與荷蘭後衛搶球，結果布拉魯茲抬腳過高，撞上羅納度大腿上使他受傷，艾雲諾夫立刻掏出全場第2張黃牌警告。受傷的羅納度在場上治療後繼續比賽，直到第34分鐘後才堅持不住，淚流滿面地黯然下場，由接替之，並在事後認為布拉魯茲此舉是故意犯規，目的是讓他受傷。與此同時，葡萄牙中場為了替羅納度伸張正義，在第20分鐘時對布拉魯茲犯規而拿到全場第3張黃牌。第23分鐘，葡萄牙開始發起攻勢，在禁區中間接到球的馬尼切，騙過一旁的荷蘭後衛後立刻起腳射門，門將無法撲救到這強勁的一球，讓葡萄牙率先奪得一分。
第31分鐘，葡萄牙中場一記滑鏟鏟倒了荷蘭中場，結果收到全場第4張黃牌。緊接著在第37分鐘，荷蘭的葡萄牙禁區右側接到球後，利用精湛的盤帶技術騙倒多名葡萄牙防守球員，但最後一記射門時卻將球踢偏。先前已拿到1張黃牌的科斯蒂尼亞在第39分鐘又開始不安分，為了與奧耶爭奪球權結果向他的腳後跟二連踢，使奧耶被絆倒，結果裁判艾雲諾夫示意不給牌，使得場上雙方球員開始浮躁。第42分鐘，荷蘭前鋒衝進禁區與葡萄牙後衛搶奪球權，隨後將球傳給飛奔過來的，但羅本不但沒有接到球，還被葡萄牙後衛來一記穿心腳，但後來裁判判定庫伊特越位在先，後續犯規的不算，讓華倫迪逃過一劫。第45分鐘，葡萄牙前鋒在禁區中間接到一記漂亮的傳中球，隨即轉身立刻射門，但被門將范德薩精彩化解。緊接著來到上半場傷停補時階段，原先逃過一劫的科斯蒂尼亞為了阻擋荷蘭隊的傳球，右手抬舉過高而觸碰到球，這讓他因手球而吃到全場第5張黃牌，加上第31分鐘的犯規，科斯蒂尼亞直接兩黃變一紅被罰下場，成為本賽事第一位紅牌下場的球員。

### 下半場
下半場開始前，由於葡萄牙將面臨少打1人的困境，主教練決定將前鋒換成中場，而荷蘭這邊還未做出人員調度。兩隊在下半場開始後，僅在第48分鐘，荷蘭隊就發起攻勢，中場在葡萄牙禁區中間一片混戰中搶到球後並立刻來一記凌空抽射，結果球直接打中橫樑彈出。然而荷蘭隊很快又開始發起攻勢，準備帶球向前進攻時被葡萄牙佩蒂特手部鉤倒，此舉立刻讓裁判發給佩蒂特全場第6張黃牌。隨後范博梅爾在葡萄牙禁區外接到傳中球並來一記遠射，但被葡萄牙門將撲救成功。第56分鐘，荷蘭隊主教練決定展開攻勢，使用第一個調度名額，將後衛換成中場。第57分鐘，葡萄牙在荷蘭禁區外接到隊友回傳球後立刻一記遠射，但被荷蘭門將沒收。緊接著荷蘭中場也來一記超遠距離遠射，但被葡萄牙門將里卡多救援成功。
隨後賽事來到第59分鐘，葡萄牙中場與隊友相互搭配傳球，試圖撕裂荷蘭防線時，被荷蘭後衛剷倒在地，隨後范布隆克霍斯特收到全場第7張黃牌；然而葡萄牙隊長與荷蘭中場范博梅爾在裁判後方爆發激烈爭執，菲戈甚至用頭頂了范博梅爾一下，結果導致菲戈收到全場第8張黃牌。葡萄牙主教練斯科拉里賽後表示他支持菲戈這一舉動，甚至他還說：「耶穌基督也許可以轉過另一邊臉，但路易斯·菲戈不是耶穌基督。」時間來到第61分鐘，菲戈試圖從邊路突破，結果荷蘭後衛從側邊抄截，順勢直接肘擊到後方菲戈的臉上，這一舉動導致葡萄牙板凳席清空，一群葡萄牙板凳球員衝上前與荷蘭隊爆發爭執，第四裁判趕快上前調停，避免衝突進一步擴大，最後主裁判艾雲諾夫立刻拿出全場第9張黃牌警告，布拉魯茲也因兩黃變一紅而被驅逐下場，使得雙方人數來到10人對10人。
第67分鐘，荷蘭使用第二的調度名額，將中場范博梅爾調換為後衛。第70分鐘，從邊路帶球一路殺到禁區內，隨後試圖傳中但被葡萄牙球員化解，然而這個解圍並不乾淨，禁區外的史奈德見機不可失，立刻衝到禁區搶到球權並來一記重砲，結果球被葡萄牙後衛擋住反彈，史奈德也因剎車不及與卡瓦略撞在一起，使得卡瓦略需要到場邊治療，迫使葡萄牙必須將剛搶到的控球暫時踢出場外。當卡瓦略治療好準備回到場上時，獲得控球的荷蘭後衛海廷加拒絕將球權還給葡萄牙，反而逕自帶球一路向前推進，此舉讓葡萄牙中場德科極為不滿，立刻向前給海廷加一記飛鏟，裁判艾雲諾夫才準備要進行裁罰，兩隊場上球員又爆發激烈衝突，原來在海廷加被剷倒後，葡萄牙中場佩蒂特衝向前對倒地的海廷加討要道理，一旁的史奈德為了要幫隊友打抱不平，立刻衝上前推開佩蒂特，范德法特也一同向前加入爭執，對裁判的舉動表達異議，結果德科、史奈德、范德法特三人各領到一張黃牌警告，但這次判罰不僅沒有壓抑住雙方球員的激烈情緒，反而在場上爆發更多的激烈衝突。緊緊過了一分鐘，裁判艾雲諾夫就認定葡萄牙門將里卡多故意拖延開球時間而發出黃牌警告；隨後葡萄牙後衛直接從後方絆倒荷蘭前鋒，也領到一張黃牌警告。接著德科在第78分鐘時，為了避免荷蘭快發自由球而將故意球往遠處拋，意圖拖延時間，荷蘭中場科庫立刻衝到前方試圖將球從德科的手上搶回來，使得德科摔倒在地，裁判艾雲諾夫最後僅給德科一張黃牌，而他也因兩黃變一紅，成為第三位被紅牌驅逐下場的球員，這也使葡萄牙再度面臨少打一人的困境。僅僅在這10分鐘內，全場黃牌累積數立刻來到15張，紅牌累積數也來到3張。
第84分鐘，雙方球隊都將最後一個調換名額用掉，葡萄牙這邊將前鋒菲戈調換成中場，荷蘭則是將中場科庫換成前鋒。第88分鐘，葡萄牙中場在禁區內接到傳中球準備射門時，與荷蘭門將范德薩發生碰撞，西芒將腳直接踢到為撲救而倒地的范德薩頭部上，這引爆了范德薩的憤怒，起來後立刻衝向西芒發生爭執，但裁判艾雲諾夫僅上來調停雙方爭執，並未再發出一張黃牌警告。在進到傷停補時前的第89分鐘，荷蘭再度展開激烈的攻勢，前鋒在禁區邊緣嘗試遠射，但球僅擦過葡萄牙球門後彈開。由於下半場發生太多事故，裁判組宣布下半場傷停補時有6分鐘。當時間來到第94分鐘時，范布隆克霍斯特直接從後方絆倒葡萄牙中場蒂亞戈，此舉讓范布隆克霍斯特獲得全場第16張也是本賽事最後一張黃牌，同時也因兩黃變一紅而成為第四位被驅逐下場的球員。然而范布隆克霍斯特被罰下場後，竟然到觀眾席與德科和布拉魯茲坐在一起，而且范布隆克霍斯特還與德科聊起天來，儘管兩位都是來自西甲的球員，但與先前場上的激烈衝突來看顯得格格不入。評論員加里·布魯姆後來將這一場景稱為「壞男孩角落」。最後，葡萄牙頂住了荷蘭的攻勢，靠著馬尼切在上半場的唯一進球以1-0擊敗荷蘭，艱難地取得勝利。

## 比賽詳情
| 2006年6月25日 21:00 |

| 葡萄牙 | 1–0  | 荷蘭 |
| ------ | ---- | ---- |
| 23'    | 報告 |      |

| 紐倫堡法蘭克人體育場 觀眾人數：41,000 ：（俄羅斯） |

| 葡萄牙 | 荷蘭 |

| 門將           | 1  |             | 76'        |     |
| 右後衛         | 13 |             |            |     |
| 中後衛         | 5  |             |            |     |
| 中後衛         | 16 |             |            |     |
| 左後衛         | 14 |             | 76'        |     |
| 中前衛         | 6  |             | 31', 45+1' |     |
| 中前衛         | 18 |             | 20'        |     |
| 右邊鋒         | 7  | （隊長）    | 60'        | 84' |
| 前腰           | 20 |             | 73', 78'   |     |
| 左邊鋒         | 17 |             |            | 33' |
| 中鋒           | 9  |             |            | 46' |
| 替补球員：     |    |             |            |     |
| 門將           | 12 | 奎姆        |            |     |
| 門將           | 22 | 保羅·桑托斯 |            |     |
| 後衛           | 2  |             |            |     |
| 後衛           | 3  |             |            |     |
| 後衛           | 4  |             |            |     |
| 中場           | 8  |             | 50'        | 46' |
| 中場           | 10 |             |            |     |
| 中場           | 11 |             |            | 33' |
| 前鋒           | 15 |             |            |     |
| 中場           | 19 |             |            | 84' |
| 前鋒           | 21 |             |            |     |
| 前鋒           | 23 |             |            |     |
| 主教練：       |    |             |            |     |
| 路易斯·菲利佩·斯科拉里 |    |             |            |     |

| 門將       | 1  | （隊長） |            |     |
| 右後衛     | 3  |          | 7', 63'    |     |
| 中後衛     | 13 |          |            |     |
| 中後衛     | 4  |          |            | 56' |
| 左後衛     | 5  |          | 59', 90+5' |     |
| 中前衛     | 18 |          | 2'         | 67' |
| 中前衛     | 20 |          | 73'        |     |
| 中前衛     | 8  |          |            | 84' |
| 右邊鋒     | 17 |          |            |     |
| 中鋒       | 7  |          |            |     |
| 左邊鋒     | 11 |          |            |     |
| 替补球員： |    |          |            |     |
| 門將       | 22 |          |            |     |
| 門將       | 23 |          |            |     |
| 後衛       | 2  |          |            |     |
| 中場       | 6  |          |            |     |
| 前鋒       | 9  |          |            |     |
| 中場       | 10 |          | 74'        | 56' |
| 後衛       | 12 |          |            |     |
| 後衛       | 14 |          |            | 67' |
| 後衛       | 15 |          |            |     |
| 中場       | 16 |          |            |     |
| 前鋒       | 19 |          |            | 84' |
| 前鋒       | 21 |          |            |     |
| 主教練：   |    |          |            |     |
|            |    |          |            |     |

| 最佳球員： （葡萄牙） 旁證員： 尼古拉·戈盧別夫（俄羅斯） 葉甫根尼·沃爾寧 （俄羅斯） 第四裁判： （墨西哥） 第五裁判： 荷西·路易斯·卡馬戈（墨西哥） | 賽事規則： - 正規賽90分鐘 - 當正規賽無法決定勝負，將進入30分鐘的 - 當仍無法決定勝負，將進入 - 各隊皆可列入12名球員進替補球員名單，並且最多有3個換人調動名額。 |

| 葡萄牙 | 比賽數據 | 荷蘭 |
| ------ | -------- | ---- |
| 10     | 射門     | 20   |
| 6      | 射正     | 9    |
| 10     | 犯規次數 | 15   |
| 3      | 角球     | 5    |
| 1      | 自由球   | 2    |
| 4      | 越位     | 2    |
| 9      | 黃牌     | 7    |
| 2      | 紅牌     | 2    |
| 38%    | 控球比率 | 62%  |

## 賽後爭議與後續
儘管賽中雙方球員確實有許多激烈衝突，但裁判前后判罚尺度松紧不一，被認為是球賽失控的原因之一，例如头顶但逃过红牌，對胸口來一記飛踢，卻逃過一劫沒被發牌警告。另外，在比賽剛開始就被荷蘭隊員接連針對，甚至在第7分鐘遭荷蘭後衛釘鞋刺傷大腿，但布拉魯茲事後僅獲得黃牌警告，而非紅牌下場，不僅讓羅納度賽後抨擊艾雲諾夫沒有資格繼續執法接下來的世界盃賽事，也讓兩隊球員不滿情緒持續擴張，直到後面變成激烈的肢體衝突。
兩隊主教練在賽後皆對這場比賽表示裁判不公，葡萄牙主教練批評：「跟國際足總談論公平比賽，但根本沒有公平的比賽！」荷蘭主教練對斯科拉里的說詞感到不滿，並對此抨擊：「如果你談論公平競賽，你應該首先注意自己。葡萄牙在欺騙技巧和浪費時間方面上更有經驗。」范巴斯滕同樣也對裁判表示不滿，遺憾的表示主裁判把賽事搞得一團糟。主裁判艾雲諾夫對兩隊主教練的批評也很不滿，同時對兩支球隊賽時表現回擊：「他們以浪費時間和從後面襲擊而聞名。看到荷蘭隊做出這樣的事情，我感到非常驚訝，更重要的是，他們是煽動者。」不過在2014年的一次採訪中，范巴斯滕一改2006年的敘述，為那場比賽中荷蘭隊球員的行為感到羞恥，而且荷蘭隊在比賽中也沒有發揮出符合預期的足球哲學表現。
國際足總會長塞普·賽後罕見動怒批評艾雲諾夫：「主裁判扰乱了这场高水平的比赛，他应该给自己一张黄牌！」 ，後來布拉特意識到自己失言，公開向艾雲諾夫表示歉意。不過，國際足總仍宣布將取消艾雲諾夫繼續執法本屆賽事的任何比賽。艾雲諾夫的父親瓦连京·科兹米奇·為兒子辯護，稱他兒子只是遵從國際足總的要求，對球員在場上的行為採取嚴厲措施。這場比賽最終送出16張黃牌與4張紅牌，刷新單場紅牌數、全場最多紅黃牌數等紀錄，同時追平2002年世界盃喀麥隆對德國的16張黃牌紀錄，但喀麥隆對德國是在分組賽，所以本場是世界盃淘汰賽內單場黃牌紀錄最多的一場球賽，然而這個單場最多黃牌紀錄在2022年荷蘭對阿根廷8強賽被打破，當時西班牙籍裁判在這場賽事中總共發出了18張黃牌，並且有一名荷蘭球員因兩黃變一紅而下場。
葡萄牙贏得勝利後，將在半準決賽後中對陣英格蘭，儘管與因先前的紅牌而無法上場，但葡萄牙仍成功在正規時間與延長賽內逼平英格蘭，並在後續的互射十二碼中以3-1贏得勝利，晉級準決賽。原先在對荷蘭受傷提前下場的羅納度，由於賽後傷愈良好，對英格蘭時在場上打滿120分鐘，甚至在後續的互射十二碼的攻入制勝點球。然而到了準決賽，葡萄牙以0-1輸給了法國，並在季軍戰中以1-3輸給地主隊德國，僅能獲得殿軍，但這也是葡萄牙自1966年以後的最佳戰績。